# Walter D. Seed
Walter Dudley Seed Sr. (* 26. Juni 1864 in Tuscaloosa, Alabama; † 3. Dezember 1959) war ein US-amerikanischer Politiker.
Walter Seed entstammte einer Familie, die im politischen und klerikalen Bereich viele bekannte Persönlichkeiten hervorgebracht hat. Diese waren nicht nur in den Vereinigten Staaten ansässig, sondern in der ganzen Welt verteilt. So hatte Seed auch deutsche Vorfahren.
Seed durchlief eine erfolgreiche Schullaufbahn, die ihn zur University of Alabama führte, an der er Vorsitzender des dortigen Literaturclubs wurde. Zudem trug er Texte zur Universitätszeitschrift, der University Monthly, bei. 1883 beendete er sein Studium mit einem Bachelor-Abschluss.
Trotz seiner geschäftlichen Interessen war er auch politisch ambitioniert. Dies offenbarte sich 1898, als er einen entscheidenden Beitrag zur Wahlniederlage der Populist Party beitrug. Bereits zwei Jahre zuvor wurde er zum Finanzverwalter von Tuscaloosa County ernannt, ein Amt, das er vier Jahre lang innehaben sollte. 1906 führte ihn seine Karriere in die Position des State Treasurer von Alabama. Vier Jahre darauf konnte er seine Laufbahn mit der Wahl zum Vizegouverneur desselben Staates krönen.
Er war seit dem 21. September 1887 mit Ellen E. Foster verheiratet. 